# Несполо
Несполо (итал. Nespolo) је насеље у Италији у округу Ријети, региону Лацио.
Према процени из 2011. у насељу је живело 274 становника. Насеље се налази на надморској висини од 870 м.

## Становништво
Према резултатима пописа становништва 2011. у општини је живело 274 становника.
| 1931. | 1936. | 1951. | 1961. | 1971. | 1981. | 1991. | 2001. | 2011. |
| ----- | ----- | ----- | ----- | ----- | ----- | ----- | ----- | ----- |
| 756   | 674   | 604   | 529   | 421   | 330   | 283   | 224   | 274   |